# کوه ادواردز
کوه ادواردز (به انگلیسی: Edwards Mountain) یک کوه در ایالات متحده آمریکا است که در مونتانا واقع شده‌است. کوه ادواردز ۲٬۷۶۶٫۴ متر بالاتر از سطح دریا واقع شده‌است.